# Puy Ferrand
Le puy Ferrand est un sommet situé en Auvergne-Rhône-Alpes, dans le Puy-de-Dôme, dans le massif du Sancy (monts Dore).

## Voies d'ascension, alpinisme

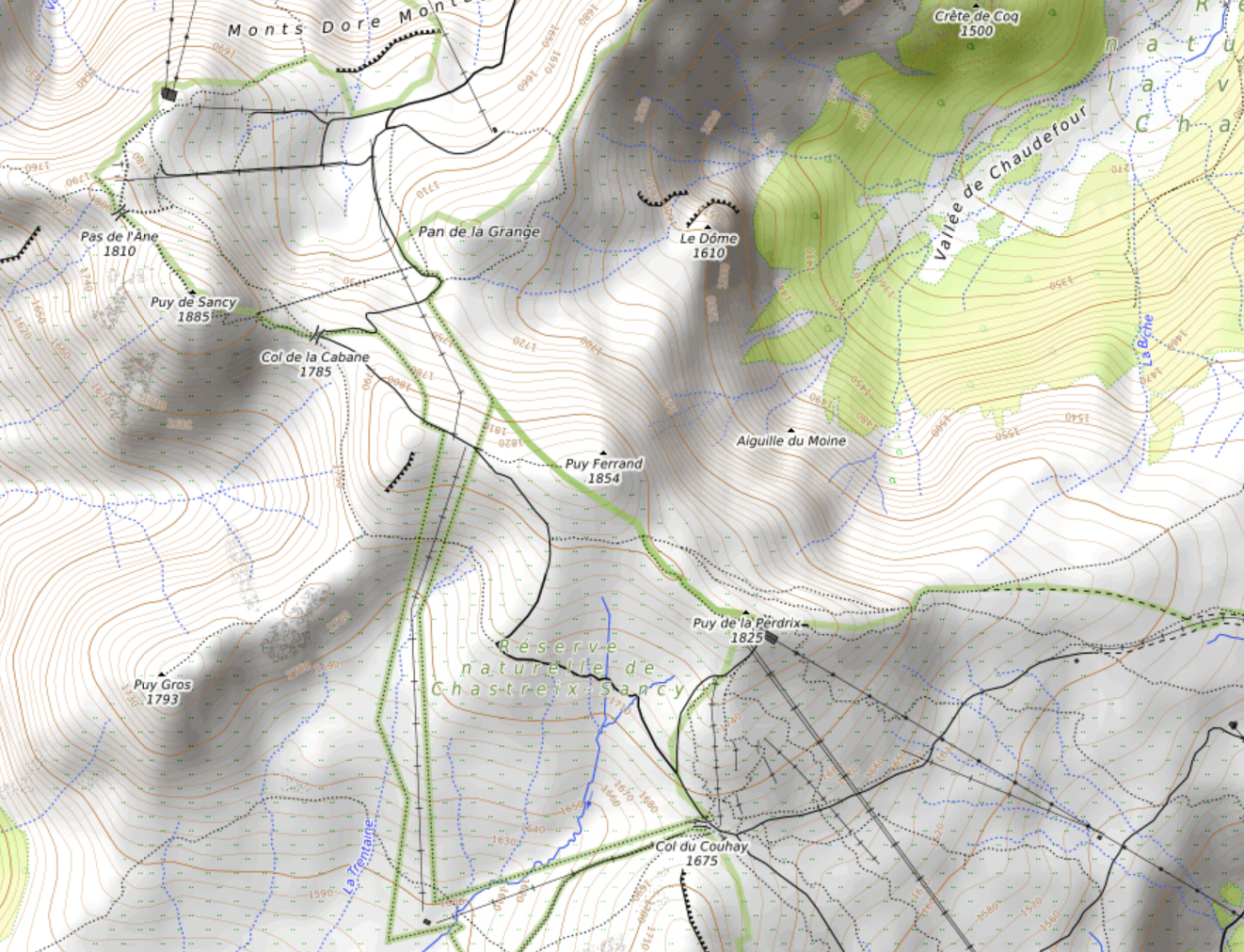
Carte topographique.

La face orientale du puy Ferrand, qui domine la vallée de Chaudefour, est un haut lieu de l'alpinisme auvergnat à l'instar de la face septentrionale du puy de Sancy. De nombreuses voies y ont été tracées et celles-ci sont souvent empruntées en hiver car les alpinistes y trouvent des couloirs de neige et de glace intéressants. De plus, cette face ainsi que la face est du puy de Cacadogne présentent des rochers acérés (dykes) dont l'ascension est difficile et qui attirent les amateurs de varappe. Les plus connus sont la dent de la Rancune, la crête de Coq et l'aiguille du Moine.